# Struma (distrikt i Bulgarien)
Struma (bulgariska: Струма) är ett distrikt i Bulgarien.   Det ligger i kommunen Obsjtina Sandanski och regionen Blagoevgrad, i den sydvästra delen av landet, 130 km söder om huvudstaden Sofia.
Trakten runt Struma består i huvudsak av gräsmarker. Runt Struma är det ganska glesbefolkat, med 42 invånare per kvadratkilometer.